# Surinaamse parlementsverkiezingen 2025/Kandidatenlijst/VHP
Dit is de lijst van kandidaten voor de Surinaamse parlementsverkiezingen in 2025 van de VHP. De lijsttrekker is Chan Santokhi. De verkiezingen vinden plaats op 25 mei 2025.
De onderstaande deelnemers kandideren op grond van landelijke evenredigheid voor een zetel in De Nationale Assemblée. Los van deze lijst vinden tegelijkertijd de verkiezingen plaats voor de districtsraden en de ressortraden.

## Kandidatenlijst
Hieronder volgt de kandidatenlijst.
1. Chan Santokhi (Chandrikapersad Santokhi)
2. Marciano Dasai (Marciano Rilano Dasai)
3. Krishna Mathoera (Krishnakoemarie Mathoera)
4. Asis Gajadien (Asiskumar Gajadien)
5. Cheryl Dijksteel (Cheryl Nancy Dijksteel)
6. Dew Sharman (Dewanchandrebhose Sharman)
7. Rui Wang (Chuanrui Wang)
8. Cedric van Samson (Cedric Gulno van Samson)
9. Mahinder Jogi (Mahinderkoemar Jogi)
10. Harriët Ramdien (Harriët Sangieta Ramdien)
11. Nathalie Amatmohamed (Nathalie Sharon Amatmohamed)
12. Rawien Raghoenandan
13. Roy Mohan (Roy Ramdath Mohan)
14. Hakiem Lalmahomed (Hakiem Al-Fayed Lalmahomed)
15. Krishan Thakoer (Vidjaiprekash Krishan Thakoer)
16. Ameerani Jarbandhan (Ameerani Vedanti Jarbandhan)
17. Kishan Ramsukul (Vishwadath Kishan Ramsukul)
18. Johnny Kasdjo (Johnny Soedirman Kasdjo)
19. Shanti Oedairadjsingh (Shanti Khaitrie Oedairadjsingh)
20. Melissa Bruinhart (Melissa Joany Bruinhart)
21. Sherin Durga (Sherin Warsha Durga)
22. Just Vriesde (Just Hendrik Otto Vriesde)
23. Josta Lewis (Josta Gonda Lewis)
24. Vikash Koendanlal (Vikash Mehendra Rajsindhu Koendanlal)
25. Helima Poese (Helima Nadia Poese)
26. Joanne Lynch (Joanne Juanita Lynch)
27. Milton Kensmil (Milton Edgar Kensmil)
28. Shierodjniedebi Goeptar
29. Preshand Baldew (Preshand Dineshkumar Baldew)
30. Clarice Martotaroeno (Clarice Toetie Martotaroeno), weduwe van Abas
31. Shailesh Ramdin (Shailesh Rohan Ramdin)
32. Ronny Aloema (Ronny Clyde Aloema)
33. Paul Abiteng (Paul Ruben Abiteng)
34. Stephen Madsaleh (Stephen Ponidie Prijadie Madsaleh)
35. Radjinder Debie (Radjendrekoemar Debie)
36. Adjaysingh Biharie (Adjaysingh Prawesh Umesh Biharie)
37. Jason Bakker (Jason Vincent Bakker)
38. Xiony Kidjo (Xiony Rafiëlle Kidjo)
39. Mohamad Abdul (Mohamad Shaouchkhan Rufai Abdul)
40. Ganeshkoemar Kandhai
41. Xiomara Ceder (Xiomara Yonina Ceder)
42. Lucenda Doorson (Lucenda Zaraida Doorson)
43. Xiomara Cadogan
44. Anielkumar Manurat
45. Chanderdath Nagessar
46. Olvie Gazon
47. Jason Saiman (Jason Marsjon Ponimoen Saiman)
48. Aleandro Karwofodi (Aleandro Victorino Karwofodi)
49. Leandro Simson (Leandro Patrick Clifton Simson)
50. Surajkumar Sahadew-Lall
51. Regillio Talea

Kandidaten per partij: A20 · 
ABOP · 
APP · 
BEP · 
DA'91 · 
DNL · 
DUS · 
NDP · 
NPS · 
OPTSU · 
PL · 
PVC · 
VHP · 
VLS